# سیلوی فرشت
سیلوی فرشت (انگلیسی: Sylvie Fréchette؛ زادهٔ ۲۷ ژوئن ۱۹۶۷) شناگر اهل کانادا بود.
وی در مسابقات کشوری و بین‌المللی در مجموع برندهٔ ۵ مدال طلا، ۲ مدال نقره شده‌است.